# Sharin' Miracle/Happy Happening♪
「Sharin' Miracle/Happy Happening♪」（シェアリングミラクル/ハッピーハプニング）は、2015年10月31日公開のアニメーション映画『映画 Go!プリンセスプリキュア Go!Go!!豪華3本立て!!!』の挿入歌。同年10月28日にマーベラスからシングルが発売された。

## 概要
シリーズ初の3本立て構成で上映される作品のうち、長編作品の「パンプキン王国のたからもの」と中編作品の「プリキュアとレフィのワンダーナイト!」それぞれで用いられる挿入歌。「パンプキン王国のたからもの」挿入歌「Sharin' Miracle」はパンプルル姫役の花澤香菜が、「プリキュアとレフィのワンダーナイト!」挿入歌の「Happy Happening♪」はレフィ姫役の上垣ひなたが、それぞれの役名で歌っている。

## シングル収録曲
全曲作詞：大森祥子、作編曲：高木洋
1. Sharin' Miracle [4:50]
歌：パンプルル姫（花澤香菜）
作曲の高木曰く「しっとりとしたバラード」[1]。
  - 東映系アニメ映画『映画 Go!プリンセスプリキュア Go!Go!!豪華3本立て!!!』「パンプキン王国のたからもの」挿入歌
2. Happy Happening♪ [3:51] 
歌：レフィ姫（上垣ひなた）
作曲の高木曰く「元気でアップテンポな曲」[1]。作詞の大森は上垣について「堂々と素敵に歌ってくださいました。とても歌がお上手でびっくりしました」と評している[2]。
  - 東映系アニメ映画『映画 Go!プリンセスプリキュア Go!Go!!豪華3本立て!!!』「プリキュアとレフィのワンダーナイト!」挿入歌
3. Sharin' Miracle（オリジナル・カラオケ） [4:51]
4. Happy Happening♪（オリジナル・カラオケ） [3:48]